# Родезийский сахарный медосос
Родезийский сахарный медосос (лат. Promerops gurneyi) — вид птиц семейства Promeropidae. Видовое латинское название дано в честь английского орнитолога Джона Герни (1819—1890).
Эндемик Южной Африки. Распространён в Зимбабве, Мозамбике, Лесото, Эсватини и ЮАР. Живёт в финбоше среди зарослей протеи.
Самец длиной 34—44 см длиной, самка — 25—29 см. Вес 25 г. Верх тела тёмно-коричневый, брюхо белое, грудь и верх головы рыже-коричневые. Подхвостье жёлтое. Клюв длинный и немного изогнут. У самца хвост длиной до 30 см, у самки значительно короче — до 10 см.
Основу рациона составляет нектар протеи. Также питается пауками, жуками и летающими насекомыми. При кормлении опыляет цветы.
Брачный сезон длится с февраля по август. Кладка состоит из 1—2 яиц. Инкубационный период длится 17 дней. Высиживает только самка. Птенцов кормят оба родителя. В год бывает 2 выводка.